# 1801 en mathématiques
Cet article présente les faits marquants de l'année 1801 en mathématiques.

## Naissances
- 16 janvier : Thomas Clausen (mort en 1885), astronome et mathématicien danois.

- 1er avril : Henry Perigal (mort en 1898), mathématicien amateur britannique.

- 15 mai : Joseph Ludwig Raabe (mort en 1859), mathématicien suisse.

- 16 juin : Julius Plücker (mort en 1868), mathématicien et physicien allemand.

- 31 juillet : George Biddell Airy (mort en 1892), mathématicien, astronome et physicien britannique.

- 28 août : Antoine Augustin Cournot (mort en 1877), mathématicien français.

- 24 septembre : Mikhail Vasilevich Ostrogradsky (mort en 1862), physicien et mathématicien russe.

- 14 octobre : Joseph Plateau (mort en 1883), physicien et mathématicien belge. Il a découvert la synthèse du mouvement.

## Décès
- 10 février : Guillaume de Saint-Jacques de Silvabelle (né en 1722), mathématicien et astronome français.